# 昌信洞
昌信洞(チャンシンドン)は、ソウル特別市鐘路区に位置する法定洞である。また、行政洞である昌信1洞（韓国語：창신1동 （チャンシニルトン） 発音）、昌信2洞（韓国語：창신2동 （チャンシニドン） 発音）、昌信3洞（韓国語：창신3동 （チャンシンサムドン） 発音）の総称でもある。

## 洞名の由来
朝鮮時代初めからあった漢城府の坊の中の、仁昌坊と崇信坊からそれぞれ一文字ずつ取って1914年に昌信と名付けられた。李成桂が朝鮮を開き、漢城府の行政管轄区域を制定するときから昌信洞は存在したので、自然部落の名前も多い。

## 法定洞
昌信1洞、昌信2洞、昌信3洞すべてにおいて、法定洞は昌信洞ただ一つである。

## 交通

### 鉄道
- ソウル交通公社
  -  1号線
    - 東大門駅

  -  6号線
    - 昌信駅